# 퀸스라이크
퀸스라이크 (Queensrÿche, /ˈkwiːnzraɪk/)는 미국의 프로그레시브 헤비 메탈 밴드이다. 1981년 워싱턴주 벨뷰에서 결성되었다. 지금까지 11장의 정규 음반과 여러장의 EP음반 및 DVD를 발매하였으며 지금도 활동을 계속하고 있다.
퀸스라이크는 프로그레시브 계열의 밴드중에서 가장 인지도가 높은 밴드 중 하나이다. 지금까지 미국에서 6백만장, 전세계적으로는 2천만장 이상의 앨범 판매고를 기록하고 있다.

## 구성원

### 현재 멤버
- 토드 라 토레 – 리드 보컬 (2012–present)
- 마이클 윌튼 – 리드 기타, 리듬 기타, 어쿠스틱 기타, 백킹 보컬 (1981–present)
- 에디 잭슨 – 베이스, 백킹 보컬 (1981–present)
- 스콧 락켄필드 – 드럼, 퍼커션, 키보드 (1981–present)
- 파커 룬드그렌 – 기타, 백킹 보컬 (2009–present)

### 예전 멤버
- 크리스 디가모 – 리드 기타, 리듬 기타, 어쿠스틱 기타, 백킹 보컬 (1981–1998, 2003, 2007)
- 켈리 그레이 – 리드 기타, 리듬 기타, 어쿠스틱 기타, 백킹 보컬 (1998–2001)
- 마이크 스톤 - 리드 기타, 리듬 기타, 어쿠스틱 기타, 백킹 보컬 (2002–2009)

### 게스트 멤버
- 파멜라 무어 – 보컬 (1988–1992, 2006–2007)
- 로니 제임스 디오 – 보컬 (2006)
- 제이슨 아메스 – 기타, 키보드, 백킹 보컬 (2009)
- 앤서니 "케니" 벤더 – 기타, 키보드, 백킹 보컬 (2009)
- AJ 프라토 – 보컬 ("The American")

## 음반 목록
- Queensrÿche (1982, 1983년에 EMI에서 재발매)
- The Warning (1984)
- Rage for Order (1986)
- Operation: Mindcrime (1988)
- Empire (1990)
- Promised Land (1994)
- Hear in the Now Frontier (1997)
- Q2K (1999)
- Tribe (2003)
- Operation: Mindcrime II (2006)
- Take Cover (2007)
- American Soldier (2009)[3]
- Dedicated to Chaos (2011)